# کویین لطیفه
کویین لطیفه (به انگلیسی: Queen Latifah) زاده (۱۸ مارس ۱۹۷۰ نیوآرک، نیوجرزی) بازیگر، خواننده رپ و موسیقی هیپ هاپ که به خاطر اجرای سرزنده و پراحساس خود مشهور شده است. او تاکنون نامزد جایزه اسکار و گولدن گلوب و بفتا برای فیلم شیکاگو، برنده جایزه گولدن گلوب برای فیلم Life Support و برنده جایزه گرمی بوده است.